# Vanessa A. Williams
Pour les articles homonymes, voir Williams et Vanessa Williams.
Vanessa A. Williams, née le 12 mai 1963 dans le quartier de Bedford Stuyvesant, à New York, est une actrice américaine.
Elle se fait connaître en jouant dans le film à succès Candyman (1992), puis par les rôles de Rhonda Blair dans Melrose Place (1992-1993), Lila dans Murder One (1995-1996), Maxine Chadway dans Soul Food : Les Liens du sang (2000-2004) et Valerie Grant dans Des jours et des vies (2016-2019).
Elle est souvent confondue avec l'actrice Vanessa Lynn Williams, elle aussi née à New York en 1963, qui est le plus souvent créditée en tant que Vanessa Williams.

## Biographie
Sauf indication contraire, les informations mentionnées dans cette section peuvent être confirmées par la base de données cinématographiques IMDb,  présente dans la section « Liens externes ». 
Née et élevée à Brooklyn dans le quartier de Bedford-Stuyvesant, elle devient membre de la chorale des enfants de l'opéra de New York à l'âge de 11 ans. Elle signe avec un agent artistique et effectue son premier casting pour une publicité de la marque Frito-Lay.
Après avoir obtenu son diplôme de la célèbre High School of Performing Arts de New York, elle décroche son baccalauréat théâtre et affaires du Marymount Manhattan College.

### Carrière
En 1989, c'est par le biais de ses connaissances qu'elle décroche un petit rôle dans Cosby Show. Elle apparaîtra dans quatre épisodes, jouant deux personnages différents. Parallèlement, elle joue dans quelques productions de Broadway, puis, elle joue dans son premier film pour New Jack City. Réalisé par Mario Van Peebles, il s'agit d'un thriller sorti en 1991, dans lequel elle donne la réplique à Wesley Snipes.
À la suite de cela, elle s'installe à Los Angeles et elle obtient, un mois plus tard, le rôle qui la révèle auprès du grand public dans le film d'horreur Candyman de Bernard Rose. Cette production est inspirée de la nouvelle The Forbidden écrite par l'auteur et réalisateur britannique Clive Barker. Il s'agit du premier film de la franchise du même nom. Le film a soulevé une certaine controverse à sa sortie car certains observateurs, notamment le réalisateur Carl Franklin, l'ont accusé de se servir de stéréotypes racistes. Considéré désormais comme un classique de l'horreur des années 1990, le film est vu comme une métaphore des difficultés d'intégration de la minorité afro-américaine.
Dans le même temps, elle se fait remarquer à la télévision, en intégrant la distribution principale de Melrose Place afin d'incarner Rhonda Blair. Il s'agit d'une série dérivée de Beverly Hills 90210. Premier et unique personnage afro-américain régulier de la série, son contrat n'est cependant pas renouvelé pour la seconde saison. La série connaît ensuite un large succès auprès du public.
Après cette déception professionnelle, elle déménage en Espagne afin d'animer une émission de variétés (Grand Fiesta). De retour en Amérique, elle obtient un des premiers rôles de la série télévisée dramatique Murder One, qui lui permet de recevoir sa première nomination pour un NAACP Image Awards. Puis, elle joue face à Lisa Kudrow dans la comédie Mother d'Albert Brooks, elle est l'héroïne du téléfilm dramatique A Woman of Color et elle apparaît dans quelques épisodes de la troisième saison de Chicago Hope : La Vie à tout prix.
Elle enchaîne les apparitions isolées dans diverses séries télévisées avant de revenir, au premier plan, dans Soul Food aux côtés de Nicole Ari Parker, Malinda Williams, Boris Kodjoe et Rockmond Dunbar. Il s'agit d'une adaptation télévisuelle du film homonyme de 1997. Diffusée sur Showtime, la série l'installe sur le petit écran, elle dure cinq saisons et lui permet de remporter le NAACP Image Awards de la meilleure actrice dans une série télévisée dramatique. Entre-temps, elle reçoit aussi une nomination pour un Daytime Emmy Awards grâce à sa participation au téléfilm Our America réalisé par Ernest R. Dickerson, où elle donne la réplique à Josh Charles et Mykelti Williamson.
Entre 2015 et 2017, elle joue dans la série fantastique Flash, dans laquelle elle incarne la mère d'Iris West-Allen,,.
En 2021, son retour en tant qu'Anne-Marie McCoy est confirmé pour l'attendu Candyman. Il s'agit d'une suite-remake du film de 1992, dont le rôle principal est tenu par Yahya Abdul-Mateen II.

### Vie privée
De 1993 à 2007, elle a été mariée à Andre Wiseman. Le couple a eu un enfant.

### Nom de scène
Vanessa est le plus souvent connue sous le nom public de "Vanessa A. Williams" (et non pas "Vanessa E. Williams" comme on pourrait le penser),.
Il y a cependant eu confusion, occasionnelle, avec une autre actrice Vanessa L. Williams. Elles ont toutes les deux le même âge et ont été révélées à partir des années 1980. Par exemple, lors de la victoire de Vanessa Lynn au concours de Miss America, le chèque a été envoyé par erreur à son homonyme. Au cinéma, la confusion est problématique, elles sont finalement obligées de trouver un compromis et c'est ainsi que Vanessa en est venue à utiliser, très souvent, le nom de scène : Vanessa A. Williams.
Finalement, à la suite d'une énième confusion, ayant toutes les deux joué dans une version du drame Soul Food, la Screen Actors Guild Awards prend la décision arbitraire de les autoriser à utiliser toutes les deux le pseudonyme "Vanessa Williams", en gommant l'usage de la lettre A pour l'une et L pour l'autre.

## Filmographie

### Cinéma

#### Longs métrages
- 1991 : New Jack City de Mario Van Peebles : Keisha
- 1992 : Candyman de Bernard Rose : Anne-Marie McCoy
- 1994 : Drop Squad de David C. Johnson : Mali
- 1996 : Mother de Albert Brooks : Donna
- 2000 : Punks de Patrik-Ian Polk : Jennifer
- 2002 : Baby of the Family de Jonee Ansa : Gloria
- 2002 : Magic Baskets de John Schultz : La pharmacienne
- 2003 : Black Listed de Robert Townsend : J.W. (vidéofilm)
- 2009 : Dans ses rêves de Karey Kirkpatrick : Lori Strother
- 2009 : Contradictions of the Heart de Walter Allen Bennet Jr. : Lea (vidéofilm)
- 2011 : Tim Alexander's A Mother's Love de Tim Alexander : Rochelle Richardson
- 2014 : Crossed the Line de Dennis Conrad : Juice
- 2014 : Men, Money & Gold Diggers de Roger Melvin : Sandra Winslow
- 2016 : Diva Diaries de Tangi Miller : Alex
- 2018 : Thriller de Dallas Jackson : Mrs. Walker
- 2019 : I Left My Girlfriend for Regina Jones de Christopher Nolen : Rebecca
- 2021 : Candyman de Nia DaCosta : Anne-Marie McCoy

prochainement
- Singleholic de Bryan Barber : Jackie Chisolm
- Phenom de Charles Murray : Maureen Lakes

#### Courts-métrages
- 1997 : Breakdown de Jeffrey W. Byrd
- 2003 : Allergic to Nuts de Rosalyn Coleman : Jennie
- 2005 : Gift for the Living de Tamika Miller : La voix off
- 2007 : Drawing Angel de Rosalyn Coleman : Thulani
- 2008 : Hummingbird de Eric DelaBarre : Donya
- 2010 : 5150 de Fay Hauser : Tj
- 2012 : Something Like a Butterfly de Logan Alexander, Maile Fernandez et Kimleigh Smith : Vonda
- 2013 : And Then... de Ka'ramuu Kush : Baybee
- 2013 : The Get Away de Rockmond Dunbar : Lisa
- 2014 : The Last Piece de Rosalyn Coleman : La voix au téléphone

### Télévision

#### Téléfilms
- 1991 : Perry Mason. L'affaire de la dernière note: Terry King
- 1997 : A Woman of Color de Bernard Joffa : Thandi Kota
- 1999 : Incognito de Julie Dash : Wilhelmina Hunter
- 2000 : Playing with Fire de Roy Campanella II : Riana Roberts
- 2002 : Our America de Ernest R. Dickerson : Sandra Williams
- 2007 : Ice Spiders de Tibor Takács : Dr. April Sommers
- 2008 : Flirt à Hawaï de Mikael Salomon : Kristine
- 2012 : Raising Izzie de Roger M. Bobb : Tonya Freeman
- 2012 : Sugar Mommas de Roger Melvin : Lynn
- 2016 : The Secret She Kept de Alton Glass : Beverly
- 2019 : One Fine Christmas de Fred Olen Ray : Susan

#### Séries télévisées
- 1989 : Dream Street : rôle non communiqué (1 épisode)
- 1989 - 1991 : Cosby Show : Cheryl (2 épisodes) / Jade (2 épisodes)
- 1990 : New York - Police judiciaire : Vera (1 épisode)
- 1992 - 1993 : Melrose Place : Rhonda Blair (32 épisodes)
- 1995 : Living Single : Hellura (1 épisode)
- 1995 : New York Police Blues : Kira (1 épisode)
- 1995 - 1996 : Murder One : Lila (23 épisodes)
- 1996 : Buddies : Janice Rollins (1 épisode)
- 1996 : Chicago Hope, la vie à tout prix : Dr. Grace Carr (6 épisodes)
- 1996 : Malcolm & Eddie : Stephanie (1 épisode)
- 1997 : Between Brothers : Rebecca (1 épisode)
- 1997 : Le Livre de la jungle, souvenirs d'enfance : Trech (voix, 1 épisode)
- 1998 : Le caméléon : Denise Clements (1 épisode)
- 1998 : The Steve Harvey Show : Nina (1 épisode)
- 1999 : Total Recall 2070 : Dr. Violet Whims (1 épisode)
- 2000 - 2004 : Soul Food : Les Liens du sang : Maxine Chadway (74 épisodes)
- 2001 : Heavy Gear: The Animated Series : Sonja Briggs (voix, 5 épisodes)
- 2007 : Cold Case: Affaires classées : Crystal Stacy, en 2007 (1 épisode)
- 2008 - 2009 : Retour à Lincoln Heights : Aunt Naomie / Naomi Bradshaw (2 épisodes)
- 2009 : Le Retour de K 2000 : Ambassador Olara Kumali (2 épisodes)
- 2009 : Tout le monde déteste Chris : Tallulah Lafitte (1 épisode)
- 2015 : The Bay : Cleo Harris (4 épisodes)
- 2015 - 2017 : Flash : Francine West (5 épisodes)
- 2016 - 2019 : Des jours et des vies : Dr. Valerie Grant (76 épisodes)
- 2017 - 2018 : Famous in Love : Ida Turner (13 épisodes)
- 2017 : Major Crimes : Zora Sax (1 épisode)
- 2018 : A Luv Tale: The Series : Candice (6 épisodes)
- 2018 : 40 and Single : Bertha Brown (6 épisodes)
- 2019 : Ward of the State : Lisa Jackson (pilote non retenu)
- 2021 : American Horror Stories : Dr. Eleanor Berger (saison 1, épisode 5)
- 2021 : The L World : Generation Q : Pippa Pascal (récurrente saison 2)
- 2021 : 9-1-1 : Claudette Collins (récurrente saison 5)

### Clip
- 1988 : Parents Just Don't Understand de DJ Jazzy Jeff et Will Smith[2]

### En tant que productrice

#### Courts métrages
- 2002 : Driving Fish de Rosalyn Coleman
- 2003 : Allergic to Nuts de Rosalyn Coleman

#### Télévision

##### Téléfilm
- 2004 : Dense d'elle-même (également scénariste)

### En tant que parolière

#### Série télévisée
- 1992 - 1993 : Melrose Place (série télévisée, 2 musiques : Love Is et I'll Be There)

## Distinctions
Sauf indication contraire ou complémentaire, les informations mentionnées dans cette section proviennent de la base de données IMDb.

### Récompenses
- NAACP Image Awards 2003 : meilleure actrice dans une série télévisée dramatique pour Soul Food

### Nominations
- Fangoria Chainsaw Awards 1992 : meilleure actrice dans un second rôle pour Candyman
- NAACP Image Awards 1996 : meilleure actrice dans un second rôle dans une série télévisée dramatique pour Murder One
- NAACP Image Awards 1997 : meilleure actrice dans une série télévisée dramatique pour Chicago Hope
- NAACP Image Awards 2001 : meilleure actrice dans une série télévisée dramatique pour Soul Food
- Black Reel Awards 2003 : meilleure actrice dans un second rôle dans une mini-série ou un téléfilm pour Our America
- Daytime Emmy Awards 2003 : meilleure actrice dans un programme pour enfants pour Our America
- NAACP Image Awards 2004 : meilleure actrice dans une série télévisée dramatique pour Soul Food
- NAACP Image Awards 2005 : meilleure actrice dans une série télévisée dramatique pour Soul Food
- NAACP Image Awards 2009 : meilleure actrice dans une mini-série ou un téléfilm pour Flirt à Hawaï
- Black Reel Awards 2013 : meilleure actrice dans une mini-série ou un téléfilm pour Raising Izzie